# Муниципальное образование «Васильевск»
Муниципа́льное образова́ние «Васи́льевск» — сельское поселение в
Баяндаевском районе Иркутской области России.
Административный центр — Васильевка.

## Население
| 2010 | 2011 | 2012 | 2013 | 2014 | 2015 | 2016 |
| ---- | ---- | ---- | ---- | ---- | ---- | ---- |
| 602  | ↘599 | ↘593 | ↘580 | ↘575 | ↘570 | ↗573 |
| 2017 |      |      |      |      |      |      |
| ↗575 |      |      |      |      |      |      |

Гендерный состав
По результатам Всероссийской переписи населения 2010 года 295 мужчин и 307 женщин из 602 человек.

## Состав сельского поселения
| № | Населённый пункт | Тип населённого пункта       | Население |
| - | ---------------- | ---------------------------- | --------- |
| 1 | Васильевка       | село, административный центр | ↘345      |
| 2 | Лидинская        | деревня                      | ↗86       |
| 3 | Толстовка        | деревня                      | ↘56       |
| 4 | Харагун          | деревня                      | ↘106      |